# Karl Bergström
Karl Anton Edvard Bergström, född 13 januari 1888 i Ransäter i Värmlands län, död 26 december 1965 i Helsingborg, var en svensk journalist och politiker (socialdemokrat).

## Biografi
Bergström blev fackförbundsordförande 20 år gammal för stålverksarbetarna vid Munkfors bruk (1908–1909), under storstrejken i Sverige 1909. Svartlistad efter storstrejken flyttade han till USA och återvände efter ett år för studier på Brunnsviks folkhögskola 1910–1911, övertalad av partikollegor.
Han arbetade som journalist i den socialdemokratiska pressen, bland annat i Jämtlands Folkblad 1911–1912 och Nya Norrland i Sollefteå 1914–1915 och som partiombudsman i Eskilstuna och Sörmland 1916–1918. Från 1919 arbetade han för Skånska Socialdemokraten och var dess chefredaktör från 1922. 
Han var kommunalpolitiker i Helsingborg och ledamot av riksdagens andra kammare 1925–1956, invald i Fyrstadskretsen. Han var aktiv mot nazism och kommunism som riksdagsman (statsutskottet) och chefredaktör i en evig polemik med Helsingborgs Dagblad.

## Familj
Bergström var gift med Guðrún Guðmundsdóttir (1893–1988) från Island, syster till Lóa Guðmundsdóttir som var gift med Bergströms kollega Ivar Vennerström. Han representerade riksdagen vid Islands alltings tusenårsjubileum 1930. Han har sonen Einar Bergström och sondottern Viveka Bergström.
Makarna Bergström är gravsatta vid Helsingborgs krematorium.

## Bildgalleri

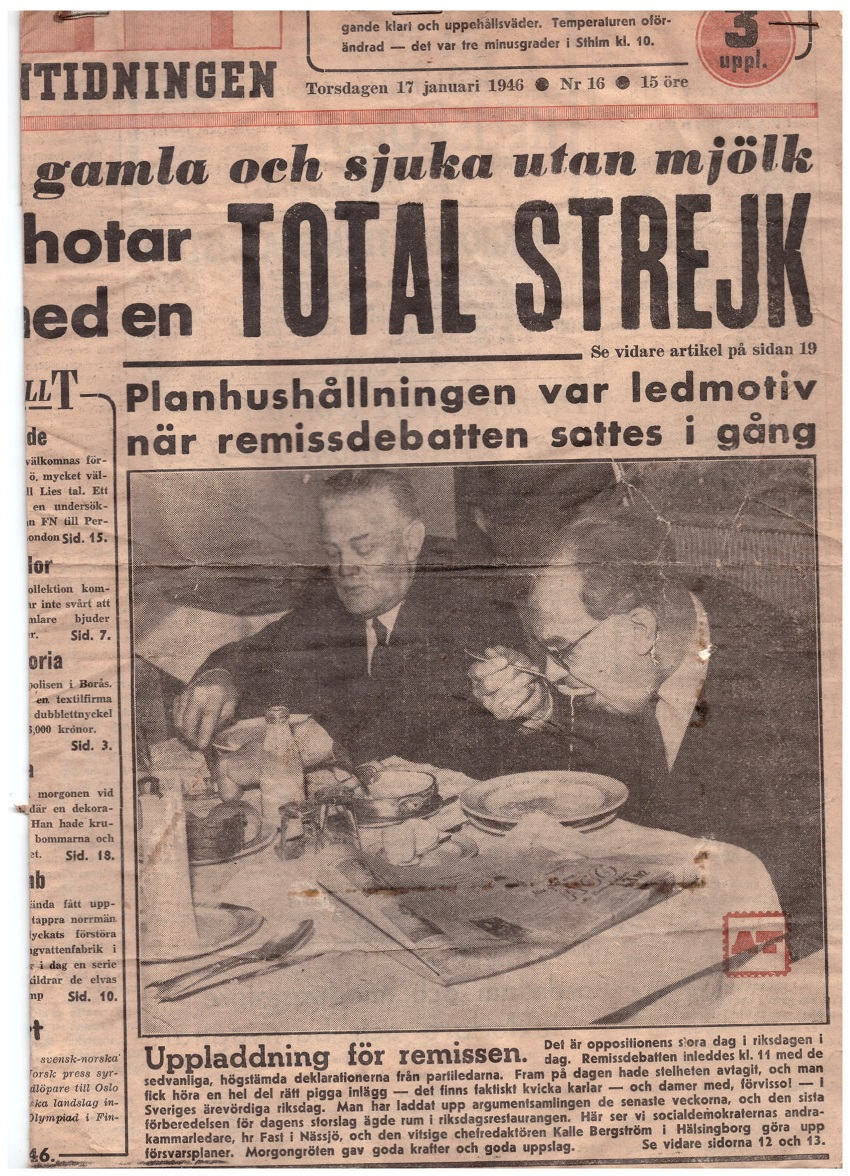
Karl Bergström och Erik Fast förbereder sig i riksdagsrestauranten. Pressbild ur Morgon-Tidningen, 1946.

## I litteraturen
Bergström förekommer i Lars Lerins bok Axels rum (1989).